# Czarnawa
Czarnawa – przysiółek wsi Borzęcin w Polsce położony w województwie małopolskim, w powiecie brzeskim, w gminie Borzęcin.
W latach 1975–1998 miejscowość administracyjnie należała do województwa tarnowskiego.